# Gobiosuchus
Gobiosuchus – rodzaj niewielkiego krokodylomorfa z rodziny Gobiosuchidae żyjącego w późnej kredzie na terenach Azji.
Gatunek typowy, G. kielanae, został opisany w 1972 roku przez Halszkę Osmólską w oparciu o czaszkę i niekompletny szkielet pozaczaszkowy (ZPAL MgR-II/67) odkryte w datowanych na wczesny kampan osadach formacji Dżadochta na terenie pustyni Gobi w Mongolii. W 1983 roku Michaił Jefimow opisał odkrytą w formacji Barun Goyot czaszkę jako należącą do gatunku G. parvus, jednak możliwe, że reprezentuje ona G. kielanae.
Gobiosuchus był niewielkim, mierzącym około 60 cm długości, w pełni opancerzonym długoszyim i długonogim krokodylomorfem lądowym. Miał niewielkie, ciasno ułożone zęby, co sugeruje, że żywił się małą zdobyczą taką jak bezkręgowce i nieduże kręgowce. Gardło było wąskie, co wskazuje, iż każde większe pożywienie musiało zostać pokawałkowane przed połknięciem. Szyja jest tej samej długości co czaszka, co stanowi cechę nietypową wśród Crocodyliformes, jednak jej ruchomość ograniczały wydłużone żebra szyjne oraz rzędy pokrywających ją osteoderm. Długość kończyn przednich stanowi około 75% długości kończyn tylnych. Ogon był prawdopodobnie równie długi jak reszta ciała, podobnie jak u protozucha i bardziej prymitywnych krokodylomorfów, jednak z powodu niekompletności materiału kopalnego pozostaje to hipotezą.
Najbliższym krewnym Gobiosuchus jest prawdopodobnie Zaraasuchus – również żyjący w późnej kredzie na obecnych terenach pustyni Gobi – z którym łączy go wiele synapomorfii. Te dwa rodzaje tworzą klad Gobiosuchidae.